# 2002 TX300
2002 TX300 är ett objekt i Kuiperbältet, som ligger utanför Neptunus bana. Det upptäcktes 2002 och tillhör den starkt reflektiva Haumeafamiljen av objekt i Kuiperbältet. Att de är bland de mest ljusreflekterande objekten i solsystemet beror på att de är rika på is från vatten.